# Atteriini
Los aterinos (Atteriini) son una tribu de lepidópteros ditrisios de la familia Tortricidae.

## Géneros
- Anacrusis
- Archipimima
- Atteria
- Holoptygma
- Sisurcana
- Templemania
- Tina
- Tinacrucis